# Unión para el Renacimiento / Movimiento Sankarista
La Unión para el Renacimiento / Movimiento Sankarista (en francés: Union pour la Renaissance/Mouvement Sankariste) fue un partido político en Burkina Faso, fundado en noviembre de 2000 por Bénéwendé Stanislas Sankara, haciendo referencia al fallecido presidente Thomas Sankara, agrupando a sus familiares y seguidores políticos.
En las elecciones legislativas de 2002 el partido obtuvo un 2,4% de los votos populares ocupando 3 de los 111 escaños de la Asamblea Nacional de Burkina Faso.
Para los comicios presidenciales de 2005, su candidato, Bénéwendé Stanislas Sankara obtuvo el segundo lugar con un 4,88% de los sufragios, siendo vencido por Blaise Compaoré
En las elecciones legislativas de 2007, lograron 4 escaños parlamentarios.